# Свинцовые семидесятые в Италии
Свинцовые семидесятые в Италии (итал. Anni di piombo) — период итальянской политической жизни с конца 1960-х по начало 1980-х годов, характеризовавшийся ностальгией по фашистскому периоду и разгулом уличного насилия, ультраправого и ультралевого экстремизма. Иногда период трактуется как «гражданская война низкой интенсивности». Термин возник от названия западногерманского художественного фильма «Свинцовые времена» режиссёра Маргареты фон Тротта. Картина вышла на экраны в 1981 году и описывает сходные события в ФРГ (которые, однако, не принимали итальянских масштабов).

## Социально-политический контекст
Понятие «Свинцовые семидесятые» не сводится к серии террористических акций. Правые и левые экстремисты выдвигали свои модели общественных преобразований. Ультралевые выступали под радикальными коммунистическими лозунгами. Неофашисты пропагандировали идеи, близкие к праворадикальному солидаризму. Предварительными условиями их осуществления объявлялись уничтожение политических противников и слом либерально-демократического государства.

Сегодня нашей целью является образование революционного аристократического авангарда, который станет передовой силой, ведущей народ к освобождению… Разбойники и бандиты всегда были солью нашего народа. Свободные, лишённые оков социальной и религиозной розни, они дрались не во славу чьей-либо партии, а во имя народа. И сегодня эти разбойники не умерли. Это мы… «Гнёзда», созданные внутри фабричных, школьных и студенческих коллективов, постепенно выдавливая роль Государства из своей повседневной жизни, станут настоящим Свободным Народом.
Фабрицио Дзани, «Теоретическая позиция легионерского движения»

Происходящее в Италии влияло на общемировую ситуацию. Террористические организации, особенно ультраправые, рассматривались спецслужбами НАТО и США как важный фактор в противостоянии советской угрозе и коммунистической опасности. «Стратегия напряжённости», реализуемая экстремистами, объективно укладывалась в общий тренд холодной войны, прежде всего в операцию «Гладио». Итальянский опыт заинтересованно изучался и адаптировался к условиям других стран Западной Европы и Латинской Америки.
Бурный экономический рост и социальная модернизация Италии 1950—1960-х годов затормозились к началу 1970-х. Снизился авторитет правящей Христианско-демократической партии (ХДП). Усиливалась оппозиция, особенно в лице Итальянской коммунистической партии (ИКП являлась самой влиятельной компартией Запада). СССР, находившийся на подъёме в этот период, вследствие получения суперприбылей из-за повышения цен на нефть, активно поддерживал левых политиков и тайно поощрял левых радикалов с целью дестабилизации «буржуазных режимов» (см., например, «Архив Митрохина»).
В то же время давал себя знать эффект от стимулирования образовательных программ — значительно умножился слой молодой интеллигенции и студенчества. В обществе, особенно среди студенческой молодёжи, распространялся оппозиционный радикализм. Зачастую он носил идеологически противоречивый характер, но доминировали неофашистские, анархистские либо маоистские мотивы. Крайне правые и крайне левые организации непримиримо враждовали друг с другом, однако объединялись в противостоянии либеральному государству, которое радикалы, подобно Муссолини начала 1920-х, отождествляли с бюрократизмом, застоем и коррупцией.
Неофашисты — Национальный авангард, «Новый порядок», «Чёрный орден», Третья позиция, Революционные вооружённые ячейки — ориентировались на ранний фашизм либо на Республику Сало. В этой среде к началу «свинцового десятилетия» доминировали две структуры. Партия Итальянское социальное движение (ИСД) во главе с бывшим функционером режима Муссолини Джорджо Альмиранте совмещала присутствие в парламенте с активной уличной политикой. Национальный фронт, созданный князем Валерио Боргезе — бывшим морским офицером, участником Второй мировой войны — делал ставку на террор и подготовку военного переворота. Лидер «Нового порядка» Пино Раути занимал синтезирующую позицию — применение легально-парламентских и подпольно-террористических методов по мере их эффективности.
Ультралевые — «Группы партизанских действий», «Пролетарские вооружённые ячейки», Революционно-коммунистический комитет, «Красные бригады» — выступали под лозунгами троцкистского либо маоистского характера.
К концу 1970-х в Италии насчитывалось 177 ультралевых и 38 ультраправых террористических организаций. Ультраправые координировали свои действия с парламентской партией неофашизма (ИСД), хотя экстремисты считали её излишне умеренной. Ультралевые находились в перманентном конфликте с ИКП.

## Валле-Джулия и пьяцца Фонтана
- Первой крупной акцией «свинцовых семидесятых» считается Битва в Валле-Джулии в Риме 1 марта 1968 года. Инициаторами столкновения с полицией явились боевики радикальных студенческих организаций, пытавшиеся оккупировать помещения Архитектурного факультета Римского университета. Вместе с анархистами выступили неофашисты во главе со Стефано Делле Кьяйе[3] и Марио Мерлино[4] — именно они организовали атаку на полицию и захватили здания юридического факультета. Были ранены около 150 полицейских и почти 500 студентов.

В «Битве в Валле-Джулии» проявились многие черты будущих событий — ориентация на насилие, антиправительственная смычка правых и левых экстремистов, способность неофашистов брать под контроль левую активность. Это направление «перехвата» считали особо перспективным Пино Раути и Марио Мерлино.

Мы настроены решительно. Перед выступлением наши люди готовятся морально, чтобы ломать кости даже тем, кто падает на колени.
Листовка Национального авангарда

- 16 марта 1968 года — новое столкновение на Валле-Джулии. На этот раз массовая драка происходит между фашистскими (MSI, «Новый порядок», «Национальный авангард» во главе с Альмиранте и Делле Кьяйе) и коммунистическими боевиками. Существенно, что с коммунистической стороны выступали наиболее радикальные из неофашистов — «нацимаоисты», сторонники Франко Фреды.
- 25 апреля 1969 года происходят взрывы на центральном вокзале Милана и на складе взрывчатых веществ. Ранение получает 21 человек.
- 12 декабря 1969 года произошёл взрыв на пьяцца Фонтана в Милане. Практически одновременно три бомбы взрываются в Риме — в подземном переходе у Банка Труда и у могилы Неизвестного солдата в Пантеоне Отечества. Весь комплекс терактов принято называть «резнёй на пьяцца Фонтана». Погибли 17 человек.

Первоначально подозрение пало на ультралевых. Анархист Джузеппе Пинелли был арестован и погиб в ходе допроса с пристрастием. Впоследствии стала доминировать версия неофашистского теракта. К ответственности привлекались ультраправый идеолог Франко Фреда, лидер «Нового порядка» Пино Раути, активист Джованни Вентура и Марио Мерлино из Национального авангарда. Все они оправданы за недоказанностью, хотя левая общественность поныне возлагает на них «моральную и историческую ответственность». Руководство операцией, как предполагается, осуществлял князь Боргезе.
Взрыв на миланской пьяцца Фонтана считается первым актом «стратегии напряжённости», открывшим итальянскую эпоху свинца.

## Восстание в Реджо-ди-Калабрия
Более чем на полгода, с июля 1970 по февраль 1971, правительство Италии потеряло контроль над городом Реджо-ди-Калабрия, центром южной провинции Реджо-Калабрия. Во главе восстания против римской бюрократии и местных «красных баронов» стоял неофашистский профсоюзный активист Чиччо Франко. К движению примкнули анархисты, мафиозная структура Ндрангета и некоторые предприниматели, среди которых выделялся известный кофепромышленник Деметрио Мауро.
Все парламентские партии, в том числе коммунисты, поддержали в конфликте правительство. Исключение составило неофашистское ИСД. Представители ИСД и неофашистского профсоюза ЧИСНАЛ составили костяк «Комитета действий», руководившего восстанием. Активную поддержку оказывал Пино Раути, пропагандировавший идеи восстания в Риме.
В городе происходили столкновения с полицией, нападения на военные склады, строились баррикады. Несколько человек погибли в уличных столкновениях. С восстанием в Реджо-ди-Калабрия связывается и взрыв железнодорожного экспресса (6 погибших) в Джоя-Тауро 22 июля 1970 года.
Правительство вынуждено было направить в Калабрию армейские части и блокировать Реджо. Город сдался только после длительной осады с применением бронетехники.
Восстание в Реджо-ди-Калабрии показало, что крайне правые силы имеют значительную социальную базу, особенно на юге Италии. Социальные лозунги, поднятые ИСД, способствовали привлечению массовой поддержки и успеху на парламентских выборах 1972 года.

Наше восстание — первый шаг национальной революции.
Чиччо Франко

## Заговор Боргезе
В 1970 году в Италии планировался военно-фашистский переворот под руководством князя Боргезе. При помощи «Нового порядка» и Национального авангарда Боргезе сформировал боевые группы. Захват власти был намечен на 8 декабря 1970 года. Однако в последний момент план был отменён по неизвестным до сих пор причинам.

Итальянцы, ждущие перемен, долгожданный переворот произошёл. Политическая система, которая за четверть века привела Италию на грань экономического и морального коллапса, перестала существовать… Те, кто помогал иностранцам поработить страну, обезврежены. Не станет впредь различия политических цветов — Италия, которую мы создадим вместе, будет иметь только один флаг: наш славный триколор!— Из непроизнесённой речи Валерио Боргезе
Заговор Боргезе считается важным элементом «стратегии напряжённости», разработанной руководством «Гладио». Допускается, что спецслужбы США и командование НАТО сознательно формировали в ходе подготовки неофашистские боевые группы, способные оказать сопротивление коммунистам или даже советским войскам в случае вторжения в Италию.
Государственный переворот в этой схеме был излишним элементом. Ультраправое же вооружённое подполье сохранялось и было готово к действию. Впоследствии аналогичные мероприятия осуществлял в Западной Европе и Латинской Америке Стефано Делле Кьяйе, эмигрировавший вместе с Боргезе.

## Террористические акции неофашистов и анархистов
Неудача заговора Боргезе деморализовала крайне правых. Прекращение беспорядков в Реджо-ди-Калабрия, так и не вышедших за локальные пределы, подтолкнула неофашистских экстремистов к смене тактики: переходу к разовым терактам. В отличие от анархистов, чётко выбиравших мишени, неофашисты наносили удары не только в отношении конкретных лиц, но и по массовым мероприятиям, а иногда и по неполитическим скоплениям.

Левый терроризм поражает государство через его представителей. Чёрный терроризм предпочитает резню, которая способствует панике. — Франческо Коссига, премьер-министр Италии в 1979—1980, президент Италии в 1985—1992
- 31 мая 1972 года в деревне Петеано близ города Гориция на северо-востоке Италии взорвался заминированный автомобиль, погибли 3 карабинера. Впоследствии в совершении этого теракта признался активист «Нового порядка» Винченцо Винчигерра.
- 28 мая 1974 года 8 человек погибли и более 100 получили ранения в результате взрыва бомбы на площади Лоджии в североитальянском городе Брешиа. Теракт произошёл во время антифашистской демонстрации коммунистов и прокоммунистических профсоюзов. Расследование не дало результатов, однако наиболее основательные подозрения возлагались на «Новый порядок». По теракту в Брешиа допрашивался Пино Раути.
- 4 августа 1974 года в небольшом городе Сан-Бенедетто был взорван железнодорожный экспресс. Погибли 12 человек, ранены около 50. Ответственность взяла на себя неофашистская группировка «Чёрный орден», созданная боевиками Национального авангарда и «Нового порядка».

Мы можем взрывать бомбы в любом месте, в любое время. Мы похороним демократию под горой трупов. — Листовка «Чёрного ордена»
- 6 октября 1975 года чилийский юрист-политэмигрант Бернардо Лейтон, известный противник режима Пиночета[10] расстрелян вместе с женой[11]. Оба остались в живых, но получили тяжёлые ранения. Предполагается, что покушение было организовано чилийской спецслужбой ДИНА при участии ЦРУ, кубинских эмигрантов и боевиков Стефано делле Кьяйе. Однако обвинение не было доказано, Стефано делле Кьяйе оправдан по суду.
- 28 мая 1976 года на предвыборном митинге ИСД в городе Сецце был убит активист коммунистической молодёжи Луиджи ди Роза[12] и ранен анархист Антонио Спирито. В инциденте непосредственно участвовал депутат парламента от ИСД Сандро Саккуччи (ранее арестовывался за причастность к заговору Боргезе).
- 10 июля 1976 года активист «Нового порядка» Пьерлуиджи Конкутелли[13] застрелил в Риме судью Витторио Оккорсио[14], специализировавшегося на расследовании неофашистских терактов. После ареста Конкутелли задушил в тюремной камере двух заключённых, заподозренных в даче показаний.

Поведение инквизитора Оккорсио, отвратительного раба системы не достойно никакого оправдания. Он палач. Но палачи тоже умирают! Приговор приведён в исполнение оперативным ядром «Нового порядка».— Листовка, обнаруженная на месте убийства
- 30 сентября 1977 года в случайной римской стычке с неофашистскими боевиками убит молодой коммунист Вальтер Росси.

Теракты совершались не только неофашистами, но и ультралевыми и анархистами. Они носили адресный характер и направлялись против силовых структур государства. Типичные эпизоды:
- 17 мая 1972 года в Милане был убит полицейский комиссар Луиджи Калабрези, на которого возлагалась ответственность за смерть на допросе анархиста Джузеппе Пинелли.
- 17 мая 1973 года анархист Джанфранко Бертолли бросил бомбу в здание миланского полицейского комиссариата. Погибли четверо полицейских.

1976 год стал своеобразной переломной вехой. На парламентских выборах беспрецедентного успеха добилась ИКП. С другой стороны, ИСД понесло значительные электоральные потери. Возникла реальная перспектива прихода коммунистов к правительственным постам. Произошёл общий сдвиг влево, вызвавший серьёзную озабоченность не только правых кругов Италии, но и союзников по НАТО («итальянский вопрос» особо поднимался на саммите «Большой семёрки» в Пуэрто-Рико).
В новых условиях вновь изменилась тактика экстремистов: ультраправые сделали ставку на систематические силовые столкновения, одновременно усилив проникновение в ультралевую среду. Анархистские воззрения с самого начала были популярны среди неофашистской молодёжи. Появилось понятие «правый анархизм», обозначавшее идеи, сходные с ранним синдикалистским фашизмом.
Ещё в 1969 году Франко Фреда издал книгу «Дезинтеграция системы», в которой обосновал сближение фашизма с маоистской версией коммунизма на общей антилиберальной и антикапиталистической основе. Появились термины «фредаизм» и «нацимаоизм». Такие взгляды близки, в частности, Конкутелли.

## Ультраправые

### «Революционные вооружённые ячейки» (NAR)
В 1977 году группа молодых неофашистов — братья Валерио и Кристиано Фиораванти, Франко Ансельми, Алессандро Алибранди и Франческа Мамбро (Алибранди и Кристиано Фиораванти участвовали в убийстве Вальтера Росси) — создали Революционные вооружённые ячейки (NAR). Первая группа возникла в Риме и состояла в основном из студентов и деклассированной молодёжи. Впоследствии сетевая структура NAR распространилась по Италии. Объектами атак NAR являлись левые активисты, члены ИКП, армейские хранилища оружия, представители государственной юстиции и полиции, а также коммерческие учреждения. По неподтверждённым данным, связи с NAR поддерживал Пино Раути, к тому времени деятель парламентской ИСД.
Наиболее известные акции Революционных вооружённых ячеек до августа 1980 года:
- 7 января 1978 года рядом со штаб-квартирой ИСД на улице Акка Ларентия в Риме были убиты трое активистов молодёжной организации неофашистской партии[17].

Студентов Франко Бигонзетти и Франческо Чаватту расстреляли ультралевые боевики. Стефано Рекьони погиб несколько часов спустя в столкновении неофашистской молодёжи с полицией, подавлявшей возникшие беспорядки. Побоище на Акка Ларентия стало важной вехой эскалации политического насилия. Это событие непосредственно побудило NAR перейти к масштабной вооружённой борьбе.
- 28 февраля 1978 года неофашистская ячейка наносит ответный удар — месть за Акка Ларентия. Франко Ансельми, Валерио Фиораванти, Кристиано Фиораванти, Алессандро Алибранди, Дарио Педретти, Франческо Бьянко, Паоло Рудольфо, Массимо Кордаро расстреливают группу молодых коммунистов на площади Сан-Джованни.
- 6 марта 1978 года Франко Ансельми погибает при попытке захвата оружия.
- 17 мая 1978 года Валерио Фиораванти и Алессандро Алибранди захватывают военное снаряжение на армейском складе, а 14 декабря — в порту Равенны.
- 9 января 1979 года боевая группа во главе с Валерио Фиораванти и Алибранди атакует левую радиостанцию «Красная волна».
- 7 марта 1979 года Франческа Мамбро закладывает взрывное устройство у штаб-квартиры Феминистского клуба.
- 16 июня 1979 года NAR атакуют в Риме районное отделение ИКП.
- 17 декабря 1979 года группа Валерио Фиораванти убивает инспектора Антонио Леандри, по ошибке принятого за адвоката Джорджо Арцангели, имевшего отношение к аресту и осуждению Конкутелли.

В начале 1979 года к NAR присоединяется группа молодых боевиков из консервативно-революционной организации «Третья позиция». Наиболее активны среди них Джорджо Вале и Джузеппе Димитри. 17-летний на тот момент этнический эритреец Вале быстро становится одним из ведущих оперативников NAR. Димитри становится связующим звеном между NAR и «Третьей позицией», возглавляемой Роберто Фиоре.
В то же время между Фиоре и Валерио Фиораванти возникает конфликт. Первый ориентирован на легальную деятельность, второй исключительно на подпольно-террористическую. NAR поддерживает связь с находящимся в заключении Конкутелли и выполняет его жёсткие директивы.
- 14 декабря 1979 года Джузеппе Димитри после перестрелки арестован полицией при перевозке оружия.
- Март 1980 года — серия нападений с целью ограбления на оружейные склады и ювелирные магазины.
- Весна-осень 1980 года — группа боевиков NAR во главе с Алибранди по договорённости с Баширом Жмайелем-младшим прибывает в Ливан для участия в гражданской войне на стороне местных фалангистов. Пройдя обучение в тренировочном лагере, итальянские неофашисты присоединяются к фалангистской милиции и несут патрульную службу в Бейруте.
- 30 марта 1980 года Валерио Фиораванти, Франческа Мамбро и Джильберто Каваллини нападают на военный округ в Падуе, похищают несколько пулемётов и автоматов.
- 28 мая 1980 года группа во главе с Фиораванти и Мамбро атакует в Риме патруль службы безопасности.
- 23 июня 1980 года Каваллини убивает заместителя прокурора Рима Марио Амато, расследовавшего акции NAR и продолжавшего дела Оккорсио.

### Обвинение во взрыве в Болонье
2 августа 1980 года совершается крупнейший теракт в истории Италии — взрыв в Болонье на Центральном железнодорожном вокзале. Погибли 85 человек, ранения получили более 200. Прокуратура Болоньи выдаёт около 30 ордеров на аресты неофашистских боевиков, в том числе Валерио Фиораванти и Франчески Мамбро.
Откуда исходил приказ на совершение теракта, официально не установлено по сей день. Фиораванти и Мамбро в ноябре 1995 года приговорены по данному обвинению к пожизненному заключению, но не признали себя виновными. Основной версией остаётся неофашистская, предполагается согласование акции с масонской ложей P-2, во главе которой стоял ультраправый деятель Личо Джелли.
Однако в конце 1990-х — начале 2000-х годов данная версия поставлена под сомнение, в том числе на уровне инстанций Европейского Союза. Допускается, что взрыв произошёл из-за неквалифицированного хранения взрывчатых вещей палестинскими террористами. Ошибочной считает свою тогдашнюю точку зрения и Франческо Коссига.

Поскольку теракт в Болонье был в первые же дни присужден авторству NAR, мы подумали, что нужно доказать всем, что данная акция не имеет к нам никакого отношения. Она выходит за рамки того, что мы делали. Мы никогда не совершали покушений с использованием взрывчатки. Мы никогда не атаковали гражданских лиц.
Валерио Фиораванти

### Конец NAR
- 5 августа 1980 года Фиораванти и Мамбро грабят очередное оружейное заведение в Риме для подготовки побега Конкутелли.
- 26 ноября 1980 года Каваллини при попытке задержания убивает в Милане сержанта-карабинера Энцо Лукарелли.
- 19 декабря 1980 года — ограбление ювелира Тревизо Хиральдо.
- 6 января 1981 года — убийство молодого неофашиста Луи Перуччи, заподозренного в сотрудничестве с полицией. (31 июля 1981 года — аналогичная акция с Джузеппе де Лука, 30 сентября — с Марко Пиццари.)
- 5 февраля 1981 года при очередной попытке захвата оружия Валерио Фиораванти попадает в руки полиции.
- 21 октября 1981 года группа в составе Мамбро, Каваллини, Вале, вернувшегося из Ливана Алибранди убивает капитана полиции Франческо Страуллу, известного жестоким обращением с арестованными неофашистами.
- 5 декабря 1981 года в перестрелке с полицией убит Алессандро Алибранди.
- 5 марта 1982 года при попытке ограбления Национального рабочего банка ранена и захвачена полицией Франческа Мамбро.
- 5 мая 1982 года на конспиративной квартире в Риме обнаружен и убит Джиорджио Вале.
- 12 сентября 1983 года в миланском баре арестован Джильберто Каваллини, последний руководящий боевик NAR, оставашийся на свободе.

### Неофашизм и мафия
Деятельность Революционных вооружённых ячеек протекала в автономном режиме, связи с координирующим неофашистским центром остаются лишь предположениями. Зато достоверно установлены связи NAR с мафиозной «бандой Мальяна» — крупнейшей преступной структурой Рима на рубеже 1970—1980-х. Контакт был установлен в начале 1978 года активистом NAR Массимо Карминати, другом детства Валерио Фиораванти. Лидеры «банды Мальяна», включая её основателя Франко Джузепуччи, придерживались фашистских взглядов.
Неофашисты типа Карминати, Фиораванти, Алибранди готовы были на любую преступную активность. Ячейка Карминати приняла на себя функции одного из подразделений «банды Мальяна», специализируясь на силовом получении долгов и убийствах конкурентов по «теневому» предпринимательству. Мафия получила эффективных исполнителей, неофашисты — надёжный источник финансирования.
Крупнейшие и наиболее известные эпизоды мафиозно-фашистского сотрудничества:
- Ограбление римского отделения «Чейз Манхэттен банка» 27 ноября 1979 года (Карминати, Фиораванти, Алибранди).
- Убийство табачного коммерсанта Теодора Пульезе за отказ оплачивать «крышевание» 17 апреля 1980 года (Карминати, Алибранди).
- Хранение в течение нескольких лет арсенала в подвальном помещении министерства здравоохранения Италии (обнаружен в ноябре 1981 года).
- Карминати и братья Фиораванти (Валерио и Кристиано) подозревались в убийстве 20 марта 1979 года журналиста Кармина Пекорелли, занимавшегося расследованиями мафиозной деятельности. Все они были, однако, в данном эпизоде оправданы по суду.

Революционные вооружённые ячейки являли собой эталонные ультраправые структуры в идеологии (революционный синдикализм, антикоммунизм, антилиберализм), в организационном устройстве (сетевая система, отсутствие формальной иерархии, авторитет активности), в методах действий (насилие, преступность). Несмотря на это, в принципе NAR относятся к неофашистскому, ультраправому крылу итальянского экстремизма.

Мы сознательно приближаем свою смерть, которая неминуемо ждёт любого политического бойца. Желание борьбы, жажда мщения поддерживает нас изо дня в день. Мы не боимся ни умирать, ни гнить в тюрьмах, единственное, что нас страшит — позор проигрыша. Нас не остановить.
Листовка NAR

## Ультралевые

### «Красные бригады» (BR)
Крупнейшей в Италии и Европе ультралевой террористической организацией были Красные бригады (BR) 1970-х годов. Идеологически BR придерживались марксизма-ленинизма и открыто ставили целью установление в Италии коммунистического режима. Методом «Красных бригад» являлся системный террор, через городскую герилью перерастающий в гражданскую войну.

Первая фаза — вооружённая пропаганда… вторая фаза — то же самое, только с вооружённой поддержкой, третья фаза — гражданская война и победа.
Патрицио Пеци

Историческим предшественником BR являлась Группа партизанского действия (GAP), созданные крупным буржуа, потомственным маркизом и радикальным коммунистом Джанджакомо Фельтринелли.
«Красные бригады» как более крупная и более активная организация возникли в 1970 году под влиянием теракта на миланской Площади Фонтана. Рассчитывая на поддержку СССР, оперативно BR структурировались по схемам алжирского партизанского движения и латиноамериканских «городских геррильерос».
Основателем «Красных бригад» считается Ренато Курчо, в начале 1960-х активист неофашистского «Нового порядка», под влиянием леворадикальных философов переориентировавшийся на коммунизм. Три кадровых источника BR составили:
- леворадикальная интеллигенция и студенчество (типичный представитель — Ренато Курчо).
- деклассированная молодёжь коммунистических организаций (Просперо Галлинари).
- радикальные профсоюзные активисты с промышленных предприятий (Марио Моретти[28]).

Некоторые активисты BR ранее придерживались крайне правых или консервативно-католических взглядов. С другой стороны, самые крайние из неофашистов высказывали симпатии к коммунистам. Однако версия о «Красных бригадах» как «неофашистском проекте» представляется несостоятельной.
Первоначально BR предпочитали совершать теракты без кровопролития:
- Сентябрь 1970 — январь 1971 года — серия поджогов автомобилей менеджеров промышленных компаний и неофашистских активистов.
- 1972—1973 годы — нападения, похищения, демонстративные унижения менеджеров промышленных компаний

Более жёсткие действия начались с 1974 года.
- 18 апреля 1974 года — похищение прокурора Марио Сосси в Генуе (впоследствии освобождён по договорённости с властями).
- 17 июня 1974 года — первое кровопролитие BR: убийство двух активистов ИСД в Падуе.

8 сентября 1974 года спецназ карабинеров во главе с генералом Карло Альберто далла Кьеза арестовывает Курчо с группой видных руководителей BR. Основной задачей «бригадистов» становится освобождение основателя. В лидеры организации выдвигаются Марио Моретти и Маргерита Каголь, жена Ренато Курчо.
- 18 февраля 1975 года в результате вооружённое нападение BR на тюрьму в городе Казале-Монферрато Курчо удаётся бежать. 18 января 1976 года Курчо арестован вновь и остаётся в заключении следующие 22 года.
- 15 мая 1975 года — ранен муниципальный советник Милана Массимо Де Каролис.
- 4 июня 1975 года — похищение промышленника Валериано Ганци с целью получения выкупа для пополнения бюджета организации.

5 июня 1975 года похитителей обнаруживает полицейский патруль. В перестрелке погибает Маргерита Каголь. Ранены также двое полицейских, один убит. Лидером BR становится Марио Моретти. Оперативное планирование и исполнение терактов — в ведении Просперо Галлинари, Рафаэлле Фиоре, Патрицио Пеци.
- 8 июня 1976 года — убийство судьи Франческо Коко и двоих его телохранителей в Генуе.
- 15 декабря 1976 года — перестрелка с полицией в Милане.
- 12 февраля 1977 года — ранен руководящий функционер министерства юстиции Валерио Траверси.
- 12 января 1977 года — похищение судовладельца Пьетро Коста (удерживается до 3 апреля) с целью получения выкупа. Выплачиваются 1,5 млрд лир.
- 28 апреля 1977 года — убийство президента адвокатской ассоциации Фульвио Кроче в Турине.
- 1-3 июня 1977 года — нападения на «контрреволюционных журналистов». Три корреспондента получают ранения.
- 16 ноября 1977 года — расстрел в Турине журналиста и писателя Карло Казаленьо (умер 29 ноября), освещавшего суды над «бригадистами» и осуждавшего терроризм.
- 14 февраля 1978 года — убийство сотрудника тюремного управления Рима Рикардо Пальма.

### Дело Альдо Моро
16 марта 1978 года совершена крупнейшая акция «Красных бригад» и одна из крупнейших в истории итальянского терроризма — похищение Альдо Моро, ведущего на тот момент лидера ХДП, бывшего премьер-министра, экс-министра внутренних дел, экс-министра иностранных дел. При захвате Моро были убиты пятеро его телохранителей. Акцию осуществляли около десяти боевиков BR во главе с Моретти, Галлинари и Фиоре.
Моро находился в «народной тюрьме» BR в течение 54 дней. 9 мая 1978 года его труп обнаруживается в автомобиле, припаркованном на середине расстояния между римскими штаб-квартирами ХДП и ИКП.
«Красные бригады» выдвинули конкретное требование — освобождение 13 своих боевиков, начиная с Ренато Курчо. Однако в распространяемых ими коммюнике подчёркивалось общеполитическое значение похищения Моро.
В письмах самого Моро говорилось, что он подвергается моральным унижениям и физическим пыткам. Медицинское обследование трупа констатировало переломы рёбер. Расстрел Моро осуществил Галлинари.
Полицейские операции по розыску не давали результатов. Правительство Джулио Андреотти отказывалось от каких-либо переговоров и уступок террористам. Наиболее жёсткую позицию занимал министр внутренних дел Франческо Коссига, будущий премьер-министр и президент Италии. В своём последнем письме жене Альдо Моро запретил присутствие партийных деятелей на похоронах.

Меня скоро убьют. Повторяю, что не признаю несправедливого приговора, вынесенного мне Христианско-демократической партией.
Альдо Моро

Похищение и убийство Моро левыми радикалами производило странное впечатление. Моро представлял левоцентристское крыло христианских демократов. Он был автором концепции «исторического компромисса» — сближения ХДП с ИКП, по этой причине конфликтовал с США, в своё время был противником вступления Италии в НАТО. Устранение Моро изменило ситуацию в правящей партии — доминирование всецело перешло к правому и проамериканскому крылу во главе с Андреотти (похищение которого, по признанию Моретти, «бригадисты» также планировали, однако отказались от этой акции).
Именно после гибели Моро прервался политический сдвиг Италии влево, наблюдавшийся с 1972 и в особенности с 1976 года. Началось обратное движение, усиление консервативных сил. Снизилось влияние ИКП и парламентских левых. «Красные бригады», радикальные коммунисты, другие ультралевые организации подверглись всеобщему осуждению, утратили симпатии прежде сочувствовавших кругов. Произошло общественное сплочение на антитеррористической основе.
Таким образом, выигрыш от ультралевой акции получили правые и даже крайне правые. Несомненен также выигрыш сторонников жёсткой линии в США и НАТО, оперативного руководства «Гладио», недовольных компромиссной политикой Моро

Коссиге было выгодно, чтобы Альдо Моро не освободили. Он был заинтересован в том, чтобы «Красные бригады» убили Моро и таким образом предотвратили историческое соглашение между католиками и коммунистами.
Фердинандо Импозимато, первый следователь по делу Моро

При этом отмечалось, что похищение Моро было произведено с высоким профессионализмом, ранее не характерным для «Красных бригад», зато напоминающим почерк неофашистов.
В период насильственного удержания Моро боевики BR осуществили ещё несколько терактов:
- 10 апреля 1978 года — убийство тюремного надзирателя Лоренцо Котуньо.
- 20 апреля 1978 года — убийство одного из руководителей тюремного ведомства Франческо ди Катальдо.
- 4 мая 1978 года — одновременное нападение на предпринимателя Умберто делле Инносенти и профсоюзного активиста Альфредо Ламберти, обоим нанесены огнестрельные ранения.

### Террористические акции BR после дела Моро
После «дела Моро» террористическая тактика «Красных бригад» резко ужесточилась:
- 21 июня 1978 года — убийство сотрудника антитеррористического отдела полиции Антонио Эспозито.
- 28 сентября 1978 года — убийство начальника производства ФИАТ Пьетро Коджиолы.
- 10 октября 1978 года — убийство руководителя государственного тюремного ведомства Джилорамо Тартальоне.
- 15 октября 1978 года — убийство двух сотрудников тюремной охраны в Турине.
- 24 января 1979 года — убийство в Генуе популярного деятеля реформистского профобъединения ВИКТ Гвидо Россы (профлидер принимал участие в судебных разоблачениях боевика BR). Осуждённый за убийство Россы боевик Франческо Берарди 24 октября 1979 покончил с собой в тюрьме. Акция провоцирует возмущение в рабочей среде и раскол в самих «Красных бригадах». BR стремительно утрачивают симпатии в левых кругах.
- 29 марта 1979 года — убийство функционера ХДП Итало Скетини.
- 3 мая 1979 года — нападение на контору ХДП, убиты двое полицейских.
- Июнь 1978 — январь 1980 года — серия нападений на антитеррористического подразделения полиции, более 10 убийств.
- 2 октября 1979 года — мятеж заключённых «бригадистов» в спецтюрьме на острове Асинара, массовая драка с конвоем.
- 18 марта 1980 года — убийство в Местре одного из руководителей тюремного ведомства Джиларомо Минервини.
- 19 мая 1980 года — убийство в Неаполе провинциального руководителя сельскохозяйственной администрации Пино Амато.
- 12 ноября 1980 года — убийство менеджера инжиниринговой компании «Эрколе Марелли» Ренато Бриано.
- 31 декабря 1980 года — убийство функционера тюремного ведомства Энрико Гальвалиджи, куратора системы безопасности в местах заключения.
- 12 декабря 1980 — 15 января 1981 года — похищение судьи Джованни д’Урсо. Освобождён после закрытия тюрьмы на Асинаре.

Полицейскими операциями против «Красных бригад» руководил генерал карабинеров Карло Альберто далла Кьеза. Под его руководством разворачиваются активные оперативно-розыскные мероприятия. 19 марта 1979 года арестован Фиоре. 24 сентября 1979 года арестован Галлинари. 18 февраля 1980 года арестован Пеци. 28 марта 1980 года четверо боевиков погибают при штурме конспиративной квартиры в Генуе. 4 апреля 1981 года с арестом Моретти сходит на нет террористическая активность «Красных бригад» «свинцового десятилетия».
- Последней крупной акцией того периода стало похищение «бригадистами» американского генерала Джеймса Дозиера, заместителя начальника Южноевропейского штаба НАТО, совершённое 17 декабря 1981 года. 28 января 1982 года Дозиер был освобождён полицейской спецоперацией, похитители арестованы. Бессмысленность акции и её исход были восприняты как симптом упадка «Красных бригад».

## Антитеррористическая политика государства
Убийство Альдо Моро и взрыв вокзала в Болонье были кульминационными моментами «свинцового десятилетия». Оба теракта удались в оперативно-тактическом плане, но политически и стратегически обернулись против организаторов. В обществе возникло жёсткое отторжение правого и левого радикализма. Государственные меры по усилению полицейского аппарата, ранее сталкивавшиеся с активным противодействием, теперь встретили понимание.
Парламентские партии, как правоцентристские (ХДП, республиканцы, либералы, социал-демократы), так и левые (ИКП, социалисты) пришли к антитеррористическому консенсусу. ИСД, отстранённое от консультаций, не выдвинуло возражений. 11 июня 1978 года проводится референдум о чрезвычайном законодательстве. 76,5 % голосуют за дальнейшее применение закона 1975 года о расширенных полномочиях полиции. Формируются спецподразделения GIS (спецгруппа реагирования) и NOKS (производственная безопасность). 6 февраля 1980 года по инициативе министра внутренних дел Франческо Коссиги принимается закон об ужесточении ответственности за террористическую деятельность и дальнейшем расширении полномочий полиции. В то же время были категорически отвергнуты планы узаконить меры физического воздействия на допросах.

Италия переживёт «Красные бригады», но не переживёт пыток.
Карло Антонио далла Кьеза

Коссига подал в отставку 10 мая 1981 года, поскольку полиция и спецслужбы не смогли предотвратить убийство Альдо Моро. Однако «закон Коссиги» остаётся в силе. Дополнительными полномочиями наделяется генерал далла Кьеза, координирующий антитеррористические ведомства.
«Закон Коссиги» решительно поддерживает большинство итальянцев: на референдуме 17 мая 1981 года 85,1 % голосуют за его применение. В общей сложности совершается около 15 тысяч арестов и задержаний. Кадровый костяк экстремистского подполья удаётся разгромить к 1982—1983 годам.

Главным врагом для меня стало буржуазное государство, спрут, который душил и красных и чёрных.
Пьерлуиджи Конкутелли

## Политические итоги
Планы экстремистов опрокинуть «буржуазно-парламентскую» систему потерпели полную неудачу. Хотя правительство в 1980—1981 годах выглядело совершенно деморализованным, демократические институты Италии в 1980-х годах постепенно консолидировались и укрепились. Серьёзная трансформация итальянской политической системы произошла в 1990-х, но в рамках парламентской демократии и вне связи с терроризмом.
Право- и левоэкстремистские идеологии и организации окончательно маргинализировались. Радикальные версии фашизма и коммунизма стали прочно ассоциироваться с терроризмом и решительно отторгаться во всех социальных слоях.
В политическом раскладе и общественном сознании Италии произошёл заметный правый крен. Подавление терроризма, обеспечение безопасности граждан, защита демократических свобод связывались преимущественно с правоцентристскими силами. Уже на парламентских выборах 1979 года ИКП понесла серьёзные потери, никогда не восстановив позиций, завоёванных к середине 1970-х. Итальянская социалистическая партия (ИСП) эволюционировала вправо, во многом перейдя на либеральные и консервативные позиции.
Сдвиг вправо на фоне дискредитации ХДП способствовал росту влияния ИСП. В 1983 году лидер соцпартии Беттино Кракси впервые занял пост премьер-министра. Кракси оставался главой правительства в течение четырёх лет (длительный срок по меркам итальянской политики тех времён).
При этом все партии Италии оказались в той или иной мере скомпрометированы политическим поведением «свинцового десятилетия». Разрушительный эффект компрометации оказался отложенным и сказался в начале 1990-х. Практически все партии «Первой республики», прежде всего ХДП и ИСП, развалились либо преобразовались в ходе антикоррупционной кампании.
Усиление правых, отступление ИКП сняли вопрос об отделении Италии от Западного блока. В стране усилилось американское влияние, активизировалась её роль в НАТО. В этом смысле «стратегия напряжённости» выполнила свою задачу.
Итальянские неофашисты приобрели ценный политический и оперативный опыт, заняли ведущие позиции в международном ультраправом движении.

Я приложил руку к тому, чтобы создать базу для нашей мировой революции.
Стефано Делле Кьяйе

Этот опыт был переосмыслен в 1990-х годах в ходе переформатирования ИСД в Национальный альянс, Социальную альтернативу, партию «Фьямма триколоре» и другие крайне правые организации современной Италии.

## Международные аналоги
Понятие «Годы свинца» существует, наряду с Италией, в целом ряде стран. Наиболее характерны:
- Испания, 1974—1982 и в «вялотекущем» режиме до 2002. В основном касается террористической кампании баскских сепаратистов. Кроме того, вторая половина 1970-х была отмечена уличными столкновениями фалангистов, боевиков Fuerza Nueva и организации Партизаны Короля Христа (поддержанных итальянскими и аргентинскими неофашистами) с леворадикалами. Период был отмечен столкновениями на Монтехурре 1976 и расстрелом на Аточа 1977. Кульминацией потрясений явилась попытка военно-фашистского переворота 23 февраля 1981 года. Её провал и осуществление демократической смены власти (от правоцентристов к социалистам) в 1982 году закрепили успех послефранкистских реформ и стабилизировали положение. Однако спорадические теракты баскской группировки ЭТА и контртеррор спецслужб продолжались до 2000-х годов.
- ФРГ, 1968—1977. Террористические атаки совершались преимущественно леворадикалами RAF. Насилие практиковали и неонацистские группировки типа «Военно-спортивной группы Хофмана»[33] и Союза немецких национал-социалистов. Эти проявления в целом подавлены государственными силовыми структурами. Рецидив имел место в 1998—2011 годах — «дело NSU»[34].
- Аргентина, 1973—1976. Взаимный террор леворадикальных «монтонерос» и Антикоммунистического альянса Аргентины при участии государственных служб на стороне ААА. С 1976 года процесс перерос в государственный терроризм — «Грязную войну» военных хунт против оппозиции.
- Турция, 1972—1980. Перманентное уличное насилие практиковали анархисты, радикальные коммунисты и неофашистское пантюркистское движение Серые волки. Подавлено после военного переворота в 1980 году. Борьба турецкого правительства с вооружённым курдским сепаратизмом продолжается поныне, хотя с меньшей, нежели ранее, интенсивностью.
- Марокко, 1961—1999. Репрессивное подавление оппозиции королевским правительством Хасана II.

## Влияние на СССР и Россию
В Советском Союзе итальянское «свинцовое десятилетие» официально рассматривалось как «наступление реакции против левых сил и буржуазно-демократических институтов в интересах мирового империализма». Различия между неофашистами и «Красными бригадами» в целом не проводились. BR подавались как «перекрасившиеся чёрные», о коммунистических взглядах «бригадистов», их симпатиях к СССР и «соцлагерю» умалчивалось. Некоторые жертвы терактов — особенно коммунисты Вальтер Росси, Луиджи ди Роза, левый профактивист Гвидо Росса, но также и Витторио Оккорсио, Альдо Моро — становились положительными героями советских СМИ.
Популярностью у массового зрителя в СССР пользовались фильмы, посвящённые событиям в Италии:
- «Последний выстрел» (Италия, 1975 год, режиссёр Серджо Мартино) — преступная активность неофашистов, связи с американскими спецслужбами, политический раскол в полиции и органах безопасности.
- «Площадь Сан-Бабила, 20 часов» (Италия, 1976 год, режиссёр Карло Лидзани) — жестокость молодых неофашистских террористов, напоминающих активистов NAR.
- Я боюсь (Италия, 1977 год, режиссёр Дамиано Дамиани) — переплетение ультраправого и ультралевого терроризма в атаке на государство, ультраправая агентура в государственных органах.
- Сорок чертей и одна зелёная муха (СССР, 1984 год) — эпизод из детского киножурнала «Ералаш». Молодой учитель словесности (Геннадий Хазанов) проводит первый урок в трудном классе. Пародия на боевики 1970-х годов.
- Саламандра (США, Италия, Великобритания, 1981 год, режиссёр Питер Циннер) — срыв военно-фашистского переворота, напоминающего заговор Боргезе и заговор P-2.
- Тайна виллы «Грета» (СССР, 1983 год, режиссёр Тамара Лисициан) — разоблачение масонской ложи, готовящей переворот и располагающей ультраправыми боевиками.
- Выкуп (СССР, 1986 год, режиссёр Александр Гордон) — террористы угрожают спустить лавину на горный отель, но благодаря советским дальнобойщикам и отставному полицейскому их план срывается. Страна прямо не названа, но в ней можно узнать Италию.

По некоторым оценкам, фильм «Площадь Сан-Бабила, 20 часов», демонстрировавший неонацистскую эстетику, сыграл заметную роль в распространении соответствующих настроений среди советской хулиганствующей молодёжи.
С 1990-х в РФ стали появляться группировки, применяющие политическое насилие как постоянный метод.
Маломасштабным аналогом «Красных бригад» являлся Реввоенсовет коммуниста Игоря Губкина, в настоящее время отбывающего 14-летний срок за убийство.
Движение российских скинхедов и в особенности петербургская БТО имеют черты сходства с NAR — при том важном различии, что неофашисты «свинцового десятилетия» не отличались расизмом и не считали важной задачей истребление иммигрантов.
Более очевидное сходство с NAR демонстрировали «Приморские партизаны», особенно в аспекте антигосударственной заострённости.
Анархистские группировки в РФ применяют методы леворадикального подполья, однако ограничиваются поджогами или драками, не совершая убийств.
СМИ прямо сравнивают с итальянскими неофашистами 1970-х антикоммунистическую организацию Блок «ФАКТ», подобно анархистам, не заходящую дальше избиений и поджогов. Отмечались неудачные попытки «Блок ФАКТ» установить связи с итальянскими неофашистами.
В целом термин «свинцовые семидесятые» по смысловому наполнению близок к русскому «лихие девяностые» — несмотря на то, что в русском случае речь идёт не столько о политическом, сколько об уголовном терроре на фоне социально-экономических потрясений.

## Судьбы активистов Свинцового десятилетия

### Ультраправые
- Валерио Боргезе после неудачи заговора эмигрировал во франкистскую Испанию. Участвовал в тайных контактах с испанскими и латиноамериканскими крайне правыми, но в целом отошёл от дел. Скончался в испанском Кадисе в августе 1974 года в возрасте 68 лет.
- Чиччо Франко после подавления восстания Реджо-ди-Калабрия подвергся кратковременному аресту, затем некоторое время проживал на нелегальном положении. Подозревался в причастности к нескольким терактам 1972 года, однако эти обвинения остались бездоказательными. Продолжал заниматься профсоюзной деятельностью. Четырежды избирался в сенат от ИСД. Вернулся в Реджо-ди-Калабрия, где и скончался в ноябре 1991 года в возрасте 61 года. Его именем в городе назван амфитеатр.
- Стефано Делле Кьяйе[41] после разоблачения заговора Боргезе нелегально перебрался в Испанию. Сотрудничал с местными фалангистами и аргентинскими эмиссарами ААА, непосредственно участвовал в терактах против испанских левых. Де-факто возглавлял международный неофашистский координационный центр, был одним из руководителей Aginter Press. Посетил Чили, затем Аргентину, участвовал в акциях ААА и в операции «Кондор». Являлся одним из организаторов переворота в Боливии в июле 1980 года, был политическим советником боливийского президента Луиса Гарсиа Месы. Консультировал никарагуанских контрас, сальвадорские эскадроны смерти, ангольскую УНИТА. Замечался в контактах с турецкими «Серыми волками». В 1987 году арестован в Венесуэле и экстрадирован в Италию. Предстал перед судом по обвинениям в итальянских и латиноамериканских терактах. Оправдан по всем обвинениям. В начале 1990-х создал праворадикальную Национально-народную лигу, но организация не прошла в парламент. Жил в Риме, часто посещал Казерту. Ведёт активную ультраправую пропаганду, издал книгу «Орёл и Кондор»[42]. Сотрудничал с партиями Fiamma Tricolore и Социальный национальный фронт. Инициировал ежегодное проведение конференции ветеранов Национального авангарда Solidarieta Sociale[43] 21-22 июня 2014[44]. Считался стратегом воссоздания итальянской ультраправой политики. Выступал по международной проблематике, призывал к противостоянию финансовому капиталу и бюрократии США, ЕС и РФ. Поддержал украинский Евромайдан, позиционировался как «антипутинист», но при этом высказывался против вступления Украины в Евросоюз, призывал к единению «русских и украинских патриотов». Скончался в сентябре 2019 года незадолго до своего 83-летия.
- Марио Мерлино[45][46] помогал Делле Кьяйе поддерживать связи с единомышленниками в Италии. Активно работал с леворадикалами, привлекая анархистов в неофашистские структуры. В 1979 году был осуждён на 4 года тюрьмы за причастность к взрыву на пьяцца Фонтана. В 1985 году приговор отменён апелляционной инстанцией, в 1987 году Мерлино оправдан Верховным судом. Работал учителем истории и философии, занимается культурологией и драматургией. Издал несколько книг. Продолжал сотрудничество с Делле Кьяйе. Ежегодно участвовал в конференции Solidarieta Sociale, читал доклады о «Битве в Валле-Джулии». От имени своего и Делле Кьяйе высказался в поддержку украинского революционного движения[47].
- Пьерлуиджи Конкутелли был приговорён к трём пожизненным срокам. Занимал воинствующую позицию, настаивал на правоте своих действий, проявлял агрессивность в отношении тюремной администрации. В местах заключения совершил два убийства предполагаемых отступников. В 2009 году по состоянию здоровья был переведён под домашний арест. Выпустил автобиографическую книгу «Я, чёрный человек»[48].
- Франко Фреда был арестован в 1972 году. В 1978 году бежал из Италии. В 1979 году заочно приговорён к пожизненному заключению за взрыв на Площади Фонтана. Был экстрадирован из Коста-Рики в Италию. В 1981 году дополнительно получил 15-летний срок за создание подрывной организации. В 1985 году первый приговор отменён за отсутствием доказательств. В 1995 году приговорён к 6 годам лишения свободы за воссоздание фашистской партии. В 1999 году обвинение было переквалифицировано на пропаганду расовой ненависти, срок сокращён до 3 лет. В настоящее время находится на свободе, живёт в городе Авеллино.
- Пино Раути привлекался к судебной ответственности за ряд терактов, однако обвинения на подтверждались достаточной доказательной базой. Был осуждён в 2008, но оправдан по апелляции в 2010[49]. Категорически отклонял все обвинения, называл их «бредом некоторых судей»[50]. Являлся влиятельным политиком ИСД, возглавлял в партии радикальную фракцию Futura Line («Линия будущего»), был депутатом парламента. В начале 1990-х короткое время стоял во главе ИСД. После преобразования ИСД основал Fiamma Tricolore, после вынужденного ухода из партии создал Движение социальной идеи. Считается ведущим идеологом итальянского неофашизма. Скончался в 2012 году в возрасте 85 лет. Его зять Джованни (Джанни) Алеманно в 2008—2013 годах был мэром Рима от партии Сильвио Берлускони Народ свободы.
- Сандро Саккуччи после убийства ди Розы покинул Италию, несмотря на повторное избрание депутатом парламента. Живёт в Аргентине и лишь время от времени посещает родину, хотя суд не имеет к нему претензий за недостаточностью улик. 21 июня 2014 направил приветствие конференции Solidarieta Sociale.
- Валерио Фиораванти и Франческа Мамбро получили по приговору суда соответственно 8 и 9 пожизненных заключений. 1 февраля 1985 года бракосочетались в тюрьме[51], имеют дочь Ариану. Фиораванти был переведён на полусвободный режим в 1999 году, освобождён в августе 2009 года после пятилетнего испытательного срока[52]. Мамбро была переведена под домашний арест в 1998 году, в 2008 году освобождена условно с испытательным сроком до 16 сентября 2013 года[53]. Оба признались в совершении террористических атак и убийств, но категорически отрицают свою причастность к взрыву в Болонье. Сотрудничают с гуманитарной НПО, ведущей борьбу против смертной казни (отсутствующей в Италии). Связаны с Радикальной партией либертарианского толка[54][55].
- Кристиано Фиораванти раскаялся через несколько дней после ареста и сотрудничал со следствием. Вскоре был освобождён и живёт в неизвестном месте под программой защиты свидетелей.
- Массимо Карминати отбыл 10 лет заключения. После освобождения восстановил связи с мафией и занялся теневым предпринимательством. Подозревался в причастности к ограблению банка, футбольных аферах, незаконных финансовых операциях и махинациях при обустройстве мигрантов. В 2014 был арестован и приговорён к 14,5 годам тюрьмы за организацию «преступного сообщества мафиозного типа». Однако по апелляции обвинение было переквалифицировано и значительно смягчено. Освободился в 2020.
- Джильберто Каваллини отбывает пожизненное заключение. За нарушение режима в период пребывания на свободе лишён условно-досрочного освобождения. Издал книгу, в которой подтвердил приверженность неофашизму.
- Джузеппе Димитри отбыл 8 лет заключения. Освободился в 1988 году. В 1994 году вступил в Национальный альянс, созданный в ходе реформирования ИСД. Выступал с правоконсервативных позиций, занимался историей и культурологией. Погиб в автокатастрофе в марте 2006 года в возрасте 49 лет.
- Роберто Фиоре после взрыва в Болонье несколько лет провёл в эмиграции в Великобритании, где установил связи с местными ультраправыми. Затем вернулся в Италию. Возглавляет партию Новая сила. Занимает ультраконсервативные позиции, проповедует католический традиционализм и евроскептицизм. Выступает с резкими антиамериканскими заявлениями, определяя США как главного врага. Позитивно оценивает деятельность Владимира Путина, участвовал Международном русском консервативном форуме в Санкт-Петербурге. Поддержал аннексию Крыма Российской Федерацией (несмотря на связи с украинской националистической партией «Свобода»), отмежевался от Правого сектора[56]. Отрицает прежнюю причастность к терроризму. Крайне отрицательно высказывается о Делле Кьяйе и других неофашистских радикалах, считая их «американскими агентами».
- Винченцо Винчигерра после взрыва в Петеано перебрался в Испанию, затем в Латинскую Америку. В 1979 году вернулся в Италию. Выступил с сенсационными разоблачениями актов ультраправого терроризма. Рассказал о работе неофашистов, прежде всего Делле Кьяйе, в рамках европейской системы «Гладио» и латиноамериканской операции «Кондор». Отбывает пожизненное заключение. Позиционировался как убеждённый политический боец, раскаяния не высказывал, о смягчении наказания не просил.

### Ультралевые
- Ренато Курчо в заключении занялся журналистикой, участвовал в создании кооперативного издательства. В 1987 году призвал ультралевых к прекращению вооружённой борьбы. Досрочно освобождён в октябре 1998 года. Вторично женился на бывшей террористке, живёт в городе Чарру, занимается левой публицистикой и эссеистикой. Раскаяния не высказывает. Является объектом восхищения видных представителей западноевропейской культурной богемы.
- Марио Моретти отказался от дачи показаний следствию и суду. Был осуждён на несколько пожизненных заключений. Поддерживал из тюрьмы связи с остатками BR. Однако в 1987 году вместе с Курчо призвал к прекращению террористических действий, на следующий год повторив этот призыв в ТВ-интервью. Опубликовал книгу интервью, в которой настаивает на уникальности «Красных бригад» и оправданности их действий в историческом контексте. В 1997 году освобождён условно-досрочно. Живёт в Милане.
- Просперо Галлинари был осуждён на пожизненное заключение. Категорически отказался от какого-либо сотрудничества с правоохранительными органами. Поддерживал тайную связь с остатками BR и другими радикально-коммунистическими группировками. С течением времени, однако, стал ориентироваться на ненасильственные методы борьбы. Условно-досрочно освобождён в 1994 году, жил в Реджо-Эмилии. Скоропостижно скончался в январе 2013 года в возрасте 62 лет.
- Рафаэлле Фиоре был приговорён к пожизненному заключению, освобождён условно-досрочно. Издал свою автобиографию, в которой излагает свою версию событий и настаивает на своей правоте.
- Патрицио Пеци после ареста сотрудничал со следствием. За это его брат Роберто был похищен и убит «бригадистами» 3 августа 1981 года. Был осуждён на 8 лет, после освобождения живёт в секретном месте под изменённым именем. Написал разоблачительную книгу о «Красных бригадах», дал ряд интервью, содействовал в создании тематических телепередач.

### Мафиози
- Франко Джузепуччи убит в преступной разборке в сентябре 1980 года в возрасте 33 лет. Аналогично сложились судьбы большинства других руководителей «банды Мальяна». Исключение составил Маурисио Аббатино, после экстрадиции из Венесуэлы «вставший на путь исправления» — его показания привели к разгрому группировки итальянской полицией в 1993 году.

### Правоохранители
- Карло Альберто далла Кьеза после подавления «Красных бригад» был переведён на борьбу с сицилийской мафией и убит боевиками мафиози 3 сентября 1982 года в возрасте 52 лет[57]. Убийство произошло через 4 месяца и 2 дня после назначения далла Кьеза префектом Палермо.